# 埃米利亚诺·塔拉纳
埃米利亚诺·塔拉纳（義大利語：Emiliano Tarana，1979年1月3日—）是一名意大利足球运动员，出生于克雷莫纳省卡萨尔马焦雷，现效力于意大利足球丙级联赛中的菲拉皮沙洛职业足球会。

## 职业
塔拉纳在帕尔马足球俱乐部开始了他的职业生涯，距离家乡卡萨尔马焦雷大约21公里。2003年7月与皮亚琴察足球俱乐部永久签约前，他在不同的俱乐部度过了4个赛季。2005年1月，他来到了他现在的俱乐部曼托瓦，当时正在举行意大利职业一级足球联赛。
2011年8月16日，他与菲拉皮沙洛职业足球会签订了一份为期两年的合同。 